# Aeroporto Internazionale Silvio Pettirossi
L'aeroporto Internazionale Silvio Pettirossi (in spagnolo: Aeropuerto Internacional Silvio Pettirossi) è il principale scalo aereo del Paraguay. È situato nella cittadina di Luque e serve la capitale Asunción e la sua area metropolitana.

## Storia
L'aeroporto è stato inaugurato il 20 agosto 1980, durante il regime di Alfredo Stroessner, al quale fu inizialmente intestato. Nove anni dopo lo scalo fu dedicato a Silvio Pettirossi, pioniere dell'aviazione paraguaiana.
Questo grafico non è disponibile a causa di un problema tecnico.
Si prega di non rimuoverlo.
Vedi la query Wikidata di origine.